# FC Inter d'Abidjan
Le FC Inter d'Abidjan est un club ivoirien féminin de football basé à Abidjan.

## Histoire
En 2020-2021, les Interistes terminent à la deuxième place du championnat derrière l'Africa Sports.
L'Inter remporte le premier trophée de son histoire en 2023, en soulevant la coupe nationale après une victoire 2-1 face à l'Athlético en finale (doublé de Habibou Ouedraogo).
Lors de la saison 2023-2024, l'Inter décroche enfin le sacre en championnat et se qualifie ainsi pour la Ligue des champions.

## Palmarès
Championnat de Côte d'Ivoire (1) :
- Champion en 2023-2024
- Vice-champion en 2020-2021 et 2021-2022

Coupe de Côte d'Ivoire (1) :
- Vainqueur en 2023